# Domaine de Little Princess
Le domaine de Little Princess est une ancienne plantation située à Beeston Hill, au nord-ouest de Christiansted dans les Îles Vierges des États-Unis. 

## Historique
Propriété à l'origine du gouverneur Frederick Moth en 1738, le domaine de Little Princess était une plantation de canne à sucre.
Depuis 2011, le domaine appartient à The Nature Conservancy et sert de siège social pour les programmes dans les Caraïbes orientales et des Îles Vierges. La propriété a été transformée en réserve naturelle et des visites historiques sont également organisées. Le site a été inscrit au Registre national des lieux historiques le 9 juin 1980.
Il y a de nombreux bâtiments sur la propriété, y compris une structure qui servait d'hôpital sous la domination danoise et la « grande maison » construite au XIXe siècle, partiellement restaurés. Il y a de nombreuses ruines (telles qu'un moulin à vent et des vestiges de l'usine) situées sur le terrain de la propriété. Dans la « grande maison », une petite exposition avec des photographies, des cartes et d'autres documents raconte l'histoire du domaine.